# Дорога в никуда (фильм)
«Дорога в никуда» (англ. Road to Nowhere) — американский фильм 2010 года, романтический триллер режиссёра Монте Хеллмана по сценарию Стивена Гайдоса с участием Клиффа Де Янга, Уэйлона Пейна, Тая Раняна, Шэннин Соссамон и Доминик Суэйн. Первый фильм Хеллмана после 21-летнего перерыва.
Премьера фильма состоялась 10 сентября 2010 года на 67-м Венецианском кинофестивале, где он номинировался на главную премию «Золотой лев», но получил лишь специальный приз жюри — «Золотого льва» за профессиональные достижения (англ. Jury Award Special Lion for Career Achievement).

## Сюжет
Подающий надежды режиссёр Митчелл Хэвен (Тай Ранян) приглашает Лаурель Грэм (Шэннин Соссамон), не являющуюся профессиональной актрисой, на роль Вельмы Дюран в основанный на реальных событиях фильм о нашумевшей финансовой афере. Режиссёр влюбляется в актрису и по ходу съёмки фильма оказывается всё сильнее вовлеченным в калейдоскоп странных событий, связанных с прошлым Лаурель Грэм.

## В ролях
| Актёр           | Роль                        |
| --------------- | --------------------------- |
| Шэннин Соссамон | Лаурель Грэм / Вельма Дюран |
| Доминик Суэйн   | Натали Пост                 |
| Клифф Де Янг    | Кэри Стюарт / Рэфи Ташен    |
| Тай Ранян       | Митчелл Хэвен               |
| Фабио Тести     | Нестор Дюран                |
| Джон Дил        | Бобби Биллингс              |
| Уэйлон Пейн     | Бруно Бразертон             |

## Работа над фильмом
Сценарий «Дороги в никуда» был написан выпускающим редактором журнала «Variety» Стивеном Гайдосом. Шэннин Соссамон стала первой актрисой, побывавшей на прослушивании, после того как увидел её в ресторане репетирующей сцену.
В интервью газете Los Angeles Times Монте Хеллман рассказал, что посвятил фильм Лори Бёрд, в которую он влюбился на съёмках своего фильма «Двухполосное шоссе».
Бюджет фильма составил менее пяти миллионов долларов. Основная часть материала была снята в штате Северная Каролина, где происходила основная часть действия фильма, с июля по август 2009 года. Съёмка велась при помощи цифровой зеркальной камеры Canon EOS 5D Mark II из-за бюджетных ограничений и практичности. В качестве ассистентов и массовки были наняты студенты школы искусств из Северо-Каролинского университета и Западно-Каролинского университета.

## Награды и номинации
| Фестиваль                                  | Премия                                               | Номинанты и получатели | Результат |
| ------------------------------------------ | ---------------------------------------------------- | ---------------------- | --------- |
| Венецианский кинофестиваль                 | специальный приз жюри за профессиональные достижения | Монте Хеллман          | Победа    |
| Международный кинофестиваль в Палм-Спрингс | Maverick Award                                       | Монте Хеллман          | Победа    |
| Кинофестиваль в Уистлере                   | Special Tribute for Lifetime Achievements            | Монте Хеллман          | Победа    |
| Кинофестиваль в Нашвилле                   | Coleman Sinking Creek Award                          | Монте Хеллман          | Победа    |